# Viacheslav Ustinov
Viacheslav Ustinov (Unión Soviética, 10 de mayo de 1957) es un atleta soviético retirado especializado en la prueba de 60 m vallas, en la que consiguió ser medallista de bronce europeo en pista cubierta en 1985.

## Carrera deportiva
En el Campeonato Europeo de Atletismo en Pista Cubierta de 1985 ganó la medalla de bronce en los 60 m vallas, con un tiempo de 7.70 segundos, tras el húngaro György Bakos  (oro con 7.60 segundos) y el checoslovaco Jiří Hudec.